# 黑毛鼻鯰
黑毛鼻鯰（学名：Trichomycterus nigricans），為輻鰭魚綱鯰形目毛鼻鯰科的其中一種。分布於南美洲巴西聖保羅沿岸河流，魚體背鰭軟條13枚；臀鰭軟條10枚；脊椎骨36個，體長可達8.9公分。

## 扩展阅读
維基物種上的相關：黑毛鼻鯰